# Príslop
Príslop es un municipio del distrito de Snina en la región de Prešov, Eslovaquia, con una población estimada a final del año 2024 de 39 habitantes.
Se encuentra ubicado al este de la región, en el valle del río Cirocha (cuenca hidrográfica del río Tisza) y cerca de la frontera con Ucrania y Polonia.

## Demografía
| Año        | 1994 | 2004     | 2014    | 2024  |
| ---------- | ---- | -------- | ------- | ----- |
| Población  | 95   | 66       | 60      | 39    |
| Diferencia |      | −30,52 % | −9,09 % | −35 % |

| Año        | 2023 | 2024    |
| ---------- | ---- | ------- |
| Población  | 37   | 39      |
| Diferencia |      | +5,40 % |